# بيت عصطان (أرحب)

تعديل مصدري - تعديل

بيت عصطان هي إحدى قرى عزلة بني مرة بمديرية أرحب التابعة لمحافظة صنعاء، بلغ تعداد سكانها 54 نسمة حسب تعداد اليمن لعام 2004.